# Paso del Cristo
Paso del Cristo är en ort i Mexiko.   Den ligger i kommunen Camarón de Tejeda och delstaten Veracruz, i den sydöstra delen av landet, 270 km öster om huvudstaden Mexico City. Paso del Cristo ligger 355 meter över havet och antalet invånare är 125.
Terrängen runt Paso del Cristo är lite kuperad, och sluttar brant österut. Runt Paso del Cristo är det ganska glesbefolkat, med 45 invånare per kvadratkilometer. Närmaste större samhälle är Paso del Macho, 13,1 km sydväst om Paso del Cristo. Omgivningarna runt Paso del Cristo är en mosaik av jordbruksmark och naturlig växtlighet.